# Müdürüm
Der Müdürüm (kirgisisch Мүдүрүм; russisch Мюдюрюм/Mjudjurjum) ist ein Fluss im Süden von Kirgisistan (Zentralasien).
Der Müdürüm wird vom Müdürüm-Gletscher am Nordhang des Kokschaal-Taus gespeist. Er fließt entlang der Nordflanke des westlichen Kokschaal-Tau-Gebirgszugs in westlicher Richtung. Später wendet er sich nach Süden. Schließlich trifft er auf den aus Westen kommenden Aksai und vereinigt sich mit diesem zum Kakschaal (Toxkan). Der Müdürüm hat eine Länge von 98 km. Er entwässert ein Areal von 1804 km². Der mittlere Abfluss beträgt 17,5 m³/s.